# Esblada
Esblada es una entidad de población española del municipio de Querol, perteneciente a la provincia de Tarragona, en la comunidad autónoma de Cataluña.

## Historia
A mediados del siglo XIX, la aldea, ya por entonces perteneciente a Querol, tenía contabilizadas 9 casas. Aparece descrita en el séptimo volumen del Diccionario geográfico-estadístico-histórico de España y sus posesiones de Ultramar de Pascual Madoz de la siguiente manera:

ESBLADA: ald. que forma ayunt. con el l. de Querol en la prov. y dióc. de Tarragona (10 leg.), part. jud. de Momblanch, le combaten generalmente los vientos del N. en invierno y goza de clima saludable. Tiene 9 casas, y una pequeña igl. parr. aneja de la de Querol. El térm. confina N. San Magin; E. Llacuna y Miralles; S. Montagut, y O. Sta. Perpetua. El terreno es de inferior calidad, y le cruzan algunos caminos locales. El correo se recibe de Sta. Coloma de Queralt. prod.: trigo, centeno y cebada, y cria caza de conejos, perdices y liebres. pobl. y riqueza (V. Querol)
(Madoz, 1847, p. 506)

En 2023 la entidad singular de población de Esblada tenía empadronados 19 habitantes.